# Borgo (Rione)

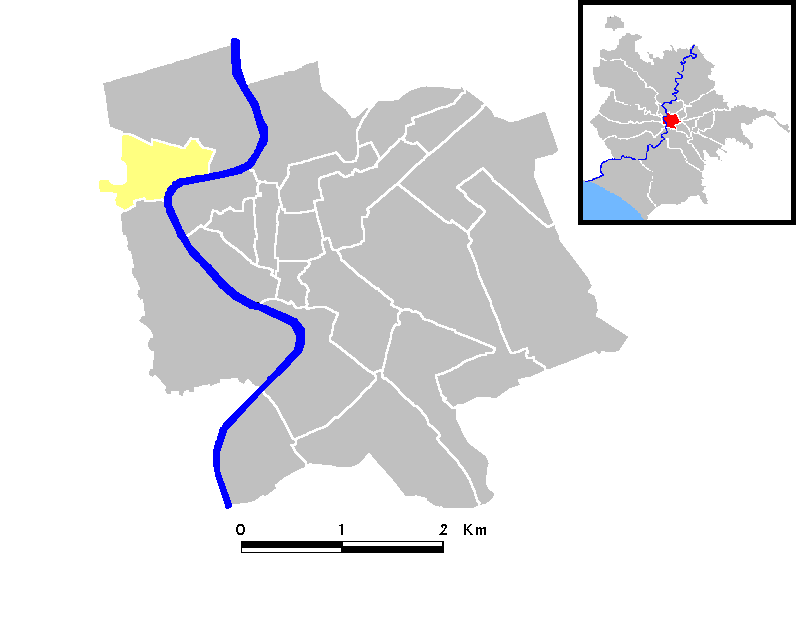
Lage von Borgo in Rom

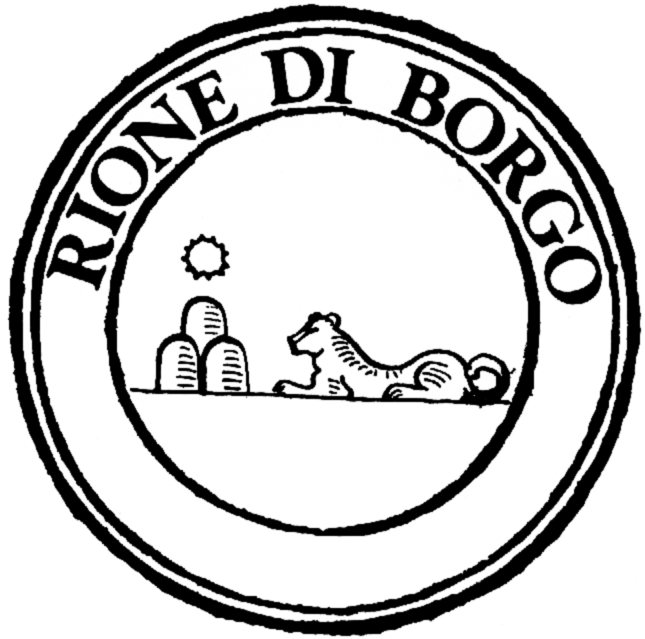
Wappen des Borgo

Der Borgo (auch I Borghi) ist der XIV. Stadtbezirk von Rom. Er erstreckt sich von der Engelsburg bis zum Vatikan.

## Geschichte
Auf dem antiken Ager Vaticanus legte Papst Leo IV. die ummauerte Leostadt zum Schutz der Pilger zwischen dem zur Burg ausgebauten Mausoleum des Hadrian und dem Petersdom an. Es setzte sich der von deutschsprachigen Pilgern verwendete Name Burg in der italienisierten Form Borgo durch. Durch den Bau der Via della Conciliazione (1936–1950) wurde ein großer Teil der mittelalterlichen Bausubstanz zerstört.

## Wappen
Das Wappen zeigt einen liegenden Löwen vor einem Berg, über dem ein Stern steht. Der Löwe steht sowohl für Leo IV. als auch für Papst Sixtus V., der den Borgo als 14. Rione in die Stadt Rom aufgenommen hat.

## Weblinks

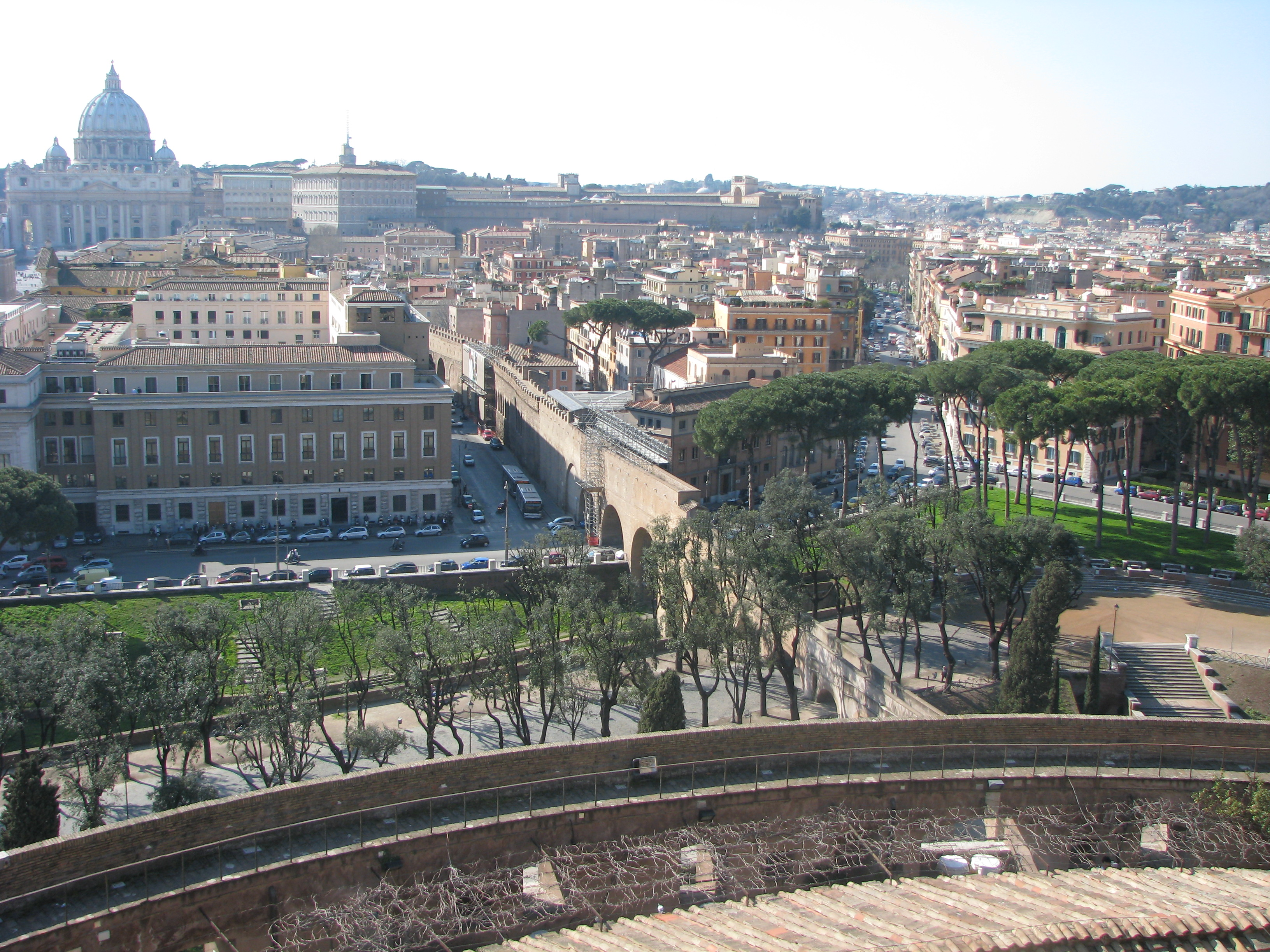
Blick von der Engelsburg auf den Nordteil des Borgo und die Vatikanstadt